# 프로야구 스피리츠
프로야구 스피리츠(일본어: プロ野球スピリッツ)는 2004년부터 코나미(2006년 3월 31일 지주회사화 이후는 코나미 디지털 엔터테인먼트)가 발매하고 있는 프로야구 게임 시리즈 제목이다. 일본에서는 《プロスピ》(프로스피)라는 약칭으로도 통하고 있다. 개발 팀은 실황 파워풀 프로야구 시리즈를 다루고 있는 파와프로 프로덕션.(옛 다이아몬드 헤드)

## 개요
《프로야구 JAPAN2001》, 《THE BASEBALL (서기) 배틀 볼 파크 선언》의 시리즈를 잇는 야구 게임이다.
기본적인 조작성은 실황 파워풀 프로야구의 것을 답습하고 있으나 게임성은 항상 발전을 계속하고 있어 다이렉트 투구, 각성, 독자적 투수 로테이션 기능, 플라잉 도루 등, 적극적으로 기능을 고치거나 새 기능을 추가하고 있다. 기능 중에는 실황 파워풀 프로야구에 도입된 것도 있다.
프로듀서는 THE BASEBALL 2003 배틀 볼 파크 선언 퍼펙트 플레이 프로야구로부터 계속해, 오쿠다 도모하루(奥谷友春)가 담당. 3에서는 난바 가즈히로(難波和宏)와 함께 두 명이서 담당했다.

## 시리즈 목록
배급사는 2까지는 코나미, 3부터는 코나미 디지털 엔터테인먼트.
- 《프로야구 스피리츠 2004》(PS2) - 2004년 3월 25일
- 《프로야구 스피리츠 2004 클라이맥스》(PS2) - 2004년 9월 16일
- 《프로야구 스피리츠 2》(PS2) - 2005년 4월 7일
- 《프로야구 스피리츠 3》(PS2·XBOX 360) - 2006년 4월 6일
- 《프로야구 스피리츠 4》(PS2·PS3) - 2007년 4월 1일
- 《프로야구 스피리츠 5》(PS2·PS3) - 2008년 4월 1일
- 《프로야구 스피리츠 5 완전판》(PS2·PS3) - 2008년 12월 4일
- 《프로야구 스피리츠 6》(PS2·PS3) - 2009년 7월 16일
- 《프로야구 스피리츠 2010》(PS2·PS3·PSP) - 2010년 4월 1일
- 《프로야구 스피리츠 2011》(PS3·PSP·3DS) - 2011년 4월 14일
- 《프로야구 스피리츠 2012》(PS3·PSP·PS VITA) - 2012년 3월 29일
- 《프로야구 스피리츠 2013》(PS3·PSP·PS VITA) - 2013년 3월 20일
- 《프로야구 스피리츠 2014》(PS3·PSP·PS VITA) - 2014년 3월 20일
- 《프로야구 스피리츠 2015》(PS3·PS VITA) - 2015년 3월 26일
- 《프로야구 스피리츠 2019》(PS4·PS VITA) - 2019년 7월 18일

## 같이 보기
- 갑자원 (비디오 게임 시리즈)